# Флавий Боэций

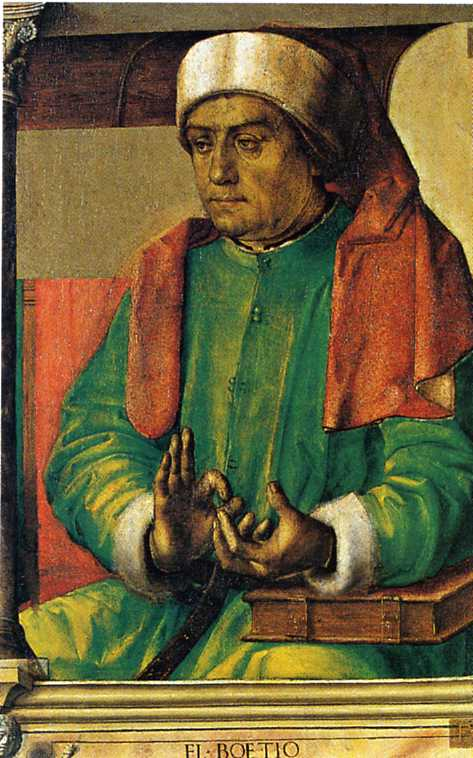

Флавий Боэций (лат. Flavius Boethius) (упоминается в 522—526 годах) — римлянин, государственный деятель в Королевстве остготов в Италии. 
Сын философа Аниция Манлия Северина Боэция и Рустицианы (его предками были Галла и Проба), он был братом Флавия Симмаха, с которым разделил своё консульство в 522 году.
Его отец впал в немилость у остготского правителя и его собственность была конфискована; по смерти короля Теодориха Великого в 526 году, всё имущество было возвращено Боэцию и Симмаху.